# Karl Hermann Kraus
Karl Hermann Kraus (* 21. August 1941 in Darmstadt; † 6. März 1997 ebenda) war ein deutscher Maler, Grafiker und Objektkünstler.

## Leben
Karl Hermann Kraus besuchte nach einer Lehre als Maschinenschlosser 1966 die Staatliche Zeichenakademie in Hanau.
Von 1970 bis 1975 studierte er bei Rudolf Haegele an der Akademie der bildenden Künste in Stuttgart.
Im Jahr 1971 wurde er Mitglied der „Neuen Darmstädter Sezession“ und 1974 Mitglied der „Gruppe 7“.

## Werk
Drei Themenkreise bestimmen das Werk des Künstlers: der Mensch und die technisierte Welt, die Kombination von Kalligrafie und Computerzeichnung und die so genannten Schamanenbilder.
Im Jahr 1978 entstand der Farbfilm Kalligraphie-Computer.